# Manfred Pesditschek
Manfred Pesditschek (* 10. Februar 1944 in Hahnenklee-Bockswiese; † 1. Juni 2015 in Braunschweig) war ein deutscher Politiker (SPD) und Mitglied des Niedersächsischen Landtages.

## Leben
Manfred Pesditschek besuchte die Braunschweiger Volksschule und Mittelschule und erlangte die Mittlere Reife. Danach absolvierte er an der PTB Braunschweig eine Ausbildung als Physiklaborant und besuchte eine Lübecker Ingenieurschule. Er schloss im Jahr 1966 als graduierter Ingenieur (Fachrichtung Physikalische Technik) ab. Nach zwei Jahren Wehrdienst wurde er Reserveoffizier. Zeitgleich studierte er in Braunschweig Physik und legte seine Physik-Diplomprüfung im Jahr 1975 ab, wurde Studienreferendar und absolvierte schließlich 1977 das zweite Staatsexamen. Seitdem arbeitete er als Lehrer in der Erwachsenenbildung am Braunschweig-Kolleg. Von 1997 bis zu seiner Pensionierung im Jahr 2009 war er als Oberstudiendirektor Schulleiter des Gymnasiums Ricarda-Huch-Schule in Braunschweig.
Manfred Pesditschek war verheiratet.

## Politik
Im Jahr 1970 trat Manfred Pesditschek der SPD bei und war Mitglied des Niedersächsischen Landtages (1978–1986) sowie Mitglied der Verbandsversammlung des Zweckverbands Großraum Braunschweig und dort zuletzt Vorsitzender des Ausschusses für Regionalverkehr. Manfred Pesditschek war lange Zeit Mitglied des Rates der Stadt Braunschweig (1972–1978, 1986–2001, 2006–2015) und von 2007 bis kurz vor seinem Tod 2015 auch Vorsitzender der SPD-Ratsfraktion.
Im Rahmen seiner kommunalpolitischen Tätigkeit war Manfred Pesditschek Mitglied im Aufsichtsrat der Braunschweiger Verkehrs-Gesellschaft sowie Aufsichtsratsvorsitzender der Stadthallen-Betriebsgesellschaft.